# Eutettix slossoni
Eutettix slossoni är en insektsart som beskrevs av Van Duzee 1894. Eutettix slossoni ingår i släktet Eutettix och familjen dvärgstritar. Inga underarter finns listade i Catalogue of Life.